# A Dal 2012
La prima edizione di A Dal si è tenuta dal 28 gennaio all'11 febbraio 2012 presso lo Studio 1 di MTV a Budapest e ha selezionato il rappresentante dell'Ungheria all'Eurovision Song Contest 2012.
I vincitori sono stati i Compact Disco con Sound of Our Hearts.

## Organizzazione
Dopo alcuni tentativi con vari format l'emittente televisiva ungherese Magyar Televízió (MTV) decise di adottare nuovamente un metodo di selezione nazionale per il rappresentante dell'Ungheria all'Eurovision Song Contest. Così fu organizzato un programma televisivo suddiviso in tre serate che attirasse artisti e brani originali.
Tra il 1° e il 20 dicembre 2011, termine poi prorogato al 30 dicembre 2011, l'emittente televisiva ha accolto numerose proposte vagliate da una giuria predeterminata che ne ha selezionate 20. La lista dei partecipanti è stata resa nota il 10 gennaio 2012.
Per la selezione è stato adottato un sistema misto televoto-giuria: nelle semifinali la giuria ha selezionato tre brani ciascuna qualificati per la finale mentre il televoto ne ha scelto uno per ciascuna semifinale tra i sette rimanenti; nella finale, invece, il televoto ha scelto quattro brani tra cui la giuria ha nominato il vincitore. La giuria di esperti è stata composta da:
- Viktor Rakonczai, compositore e membro dei V.I.P. (rappresentanti dell'Ungheria all'Eurovision Song Contest 1997);
- Kati Wolf, cantante e rappresentante dell'Ungheria all'Eurovision Song Contest 2011;
- Philip Rákay, presentatore televisivo;
- Jenő Csiszár, conduttore radiofonico.

## Partecipanti
| Artista                                | Brano                 | Lingua    | Compositori                                                    |
| -------------------------------------- | --------------------- | --------- | -------------------------------------------------------------- |
| András Kállay-Saunders                 | I Love You            | Inglese   | András Kállay-Saunders, Krisztián Szakos e Krisztián Burai     |
| Annamari Dancs                         | Feel                  | Inglese   | Annamari Dancs                                                 |
| Anti Fitness Club                      | Lesz, ami lesz        | Ungherese | Tamás Molnár                                                   |
| Attila Kökény & Tamara Bencsik         | Állítsd meg az időt!  | Ungherese | Péter Krajczár, Márk Pacsai, István Tabár ed Attila Kökény     |
| Barna Pély & Eszter Pál feat. Szalonna | Hangok a szívekért    | Ungherese | Barna Pély, Eszter Pál ed István Pál                           |
| Caramel                                | Vízió                 | Ungherese | Molnár Ferenc                                                  |
| Compact Disco                          | Sound of Our Hearts   | Inglese   | Behnam Lotfi, Gábor Pál, Csaba Walkó e Attila Sándor           |
| Gabi Tóth                              | Nem kell végszó       | Ungherese | Zé Szabó e Tamás Molnár                                        |
| Gábor Heincz                           | Learning to Let Go    | Inglese   | Naughty Monkey                                                 |
| Gina Kiss                              | Chasing Dreams        | Inglese   | Barnabás Jónás e Gina Kiss                                     |
| Juli Fábián & Zoohacker                | Like a Child          | Inglese   | Zoltán Palásti Kovács e Julianna Fábián                        |
| Mónika "Nika" Veres                    | This Love             | Inglese   | Imre Molnár, Chris Landon e Taryn Murphy                       |
| Monsoon                                | Dance                 | Inglese   | Márton Vödrös, Tibor Fábián, György Horváth e Johnny K. Palmer |
| Niki Gallusz & Márton Vizy             | Európa, egy a szívünk | Ungherese | Vizy Márton e Kristóf Vigh                                     |

## Semifinali
Le due semifinali si sono tenute rispettivamente il 28 gennaio e il 4 febbraio 2012 e hanno visto competere rispettivamente 10 partecipanti ciascuna per un posto nella finale. Il voto è stato suddiviso in due round: nel primo una giuria di quattro membri ha selezionato tre brani che si sarebbero qualificati mentre nel secondo il televoto ha scelto un brano, tra i sette esclusi, che si sarebbe qualificato per la finale. Ogni serata ha quindi prodotto quattro brani.

### Prima semifinale
Qualificato dalla giuria
     Qualificato dal televoto
| #  | Artista                                | Brano                 | Punteggio giuria | Punteggio giuria | Punteggio giuria | Punteggio giuria | Punteggio giuria |
| #  | Artista                                | Brano                 | V. Rakonczai     | K. Wolf          | P. Rákay         | J. Csiszár       | Totale           |
| -- | -------------------------------------- | --------------------- | ---------------- | ---------------- | ---------------- | ---------------- | ---------------- |
| 1  | Attila Kökény & Tamara Bencsik         | Állítsd meg az időt   | 6                | 6                | 6                | 6                | 24               |
| 2  | András Kállay-Saunders                 | I Love You            | 8                | 8                | 8                | 8                | 32               |
| 3  | Barna Pély & Eszter Pál feat. Szalonna | Hangok a szívekért    | 6                | 7                | 9                | 7                | 29               |
| 4  | Annamari Dancs                         | Feel                  | 4                | 5                | 3                | 3                | 15               |
| 5  | Gábor Heincz                           | Learning to Let Go    | 10               | 9                | 10               | 9                | 38               |
| 6  | Compact Disco                          | Sound of Our Hearts   | 10               | 10               | 10               | 9                | 39               |
| 7  | Rudi Krisz                             | A fél veled egész     | 4                | 5                | 5                | 4                | 18               |
| 8  | Niki Gallusz & Márton Vizy             | Európa, egy a szívünk | 7                | 8                | 10               | 6                | 31               |
| 9  | Gabi Tóth                              | Nem kell végszó       | 9                | 9                | 8                | 8                | 34               |
| 10 | Caramel                                | Vízió                 | 9                | 9                | 10               | 9                | 37               |

### Seconda semifinale
Qualificato dalla giuria
     Qualificato dal televoto
| #  | Artista                 | Brano             | Punteggio giuria | Punteggio giuria | Punteggio giuria | Punteggio giuria | Punteggio giuria |
| #  | Artista                 | Brano             | V. Rakonczai     | K. Wolf          | P. Rákay         | J. Csiszár       | Totale           |
| -- | ----------------------- | ----------------- | ---------------- | ---------------- | ---------------- | ---------------- | ---------------- |
| 1  | Monsoon                 | Dance             | 7                | 6                | 7                | 6                | 26               |
| 2  | Péter Puskás            | Csillagok         | 8                | 9                | 9                | 7                | 33               |
| 3  | Sophistic               | Yeah, OK!         | 5                | 5                | 4                | 4                | 18               |
| 4  | Juli Fábián & Zoohacker | Like a Child      | 9                | 9                | 9                | 8                | 35               |
| 5  | Gina Kiss               | Chasing Dreams    | 7                | 7                | 8                | 7                | 29               |
| 6  | Anti Fitness Club       | Lesz, ami lesz    | 9                | 8                | 9                | 8                | 34               |
| 7  | Mónika Veres            | This Love         | 10               | 10               | 9                | 9                | 38               |
| 8  | Tibor Gyurcsík          | Back in Place     | 10               | 10               | 10               | 9                | 39               |
| 9  | Renáta Tolvai           | Élek a szemeidben | 8                | 7                | 8                | 7                | 30               |
| 10 | The Kiralys             | Untried           | 9                | 8                | 9                | 9                | 35               |

## Finale
La finale si è tenuta l'11 febbraio 2012 e ha visto competere gli otto brani promossi nelle due semifinali. Anche in questo caso la serata è stata suddivisa in due round invertendo l'ordine adottato per le semifinali: nella prima fase il televoto ha selezionato quattro brani che, avanzati al secondo round, sono stati valutati dalla giuria che ha decretato il vincitore.
     Top 4
     Vincitore
| # | Artista                 | Brano               | Punteggio giuria | Punteggio giuria | Punteggio giuria | Punteggio giuria | Punteggio giuria |
| # | Artista                 | Brano               | V. Rakonczai     | K. Wolf          | P. Rákay         | J. Csiszár       | Totale           |
| - | ----------------------- | ------------------- | ---------------- | ---------------- | ---------------- | ---------------- | ---------------- |
| 1 | The Kiralys             | Untried             | –                | –                | –                | –                | 0                |
| 2 | Tibor Gyurcsík          | Back in Place       | –                | –                | –                | –                | 0                |
| 3 | Gabi Tóth               | Don't Save Me       | –                | –                | –                | –                | 0                |
| 4 | Compact Disco           | Sound of Our Hearts | –                | 1                | –                | 1                | 2                |
| 5 | Juli Fábián & Zoohacker | Like a Child        | –                | –                | –                | –                | 0                |
| 6 | Caramel                 | Vertigo             | –                | –                | 1                | –                | 1                |
| 7 | Mónika Veres            | This Love           | –                | –                | –                | –                | 0                |
| 8 | Gábor Heincz            | Learning to Let Go  | 1                | –                | –                | –                | 1                |

## All'Eurovision Song Contest

### Punti assegnati all'Ungheria
| 12                             | 10                    | 8         | 7             | 6                   |
| ------------------------------ | --------------------- | --------- | ------------- | ------------------- |
|                                |                       | - Romania | - Albania     | - Belgio - Svizzera |
| 5                              | 4                     | 3         | 2             | 1                   |
| - Cipro - Danimarca - Moldavia | - Austria - Finlandia |           | - Azerbaigian |                     |

| 12 | 10 | 8            | 7         | 6                    |
| -- | -- | ------------ | --------- | -------------------- |
|    |    | - Slovacchia | - Romania |                      |
| 5  | 4  | 3            | 2         | 1                    |
|    |    |              | - Serbia  | - Moldavia - Turchia |

### Punti assegnati dall'Ungheria
| Punti | Paese     |
| ----- | --------- |
| 12    | Finlandia |
| 10    | Albania   |
| 8     | Svizzera  |
| 7     | Russia    |
| 6     | Irlanda   |
| 5     | Israele   |
| 4     | Islanda   |
| 3     | Romania   |
| 2     | Moldavia  |
| 1     | Danimarca |

| Punti | Paese    |
| ----- | -------- |
| 12    | Svezia   |
| 10    | Germania |
| 8     | Albania  |
| 7     | Russia   |
| 6     | Islanda  |
| 5     | Italia   |
| 4     | Serbia   |
| 3     | Turchia  |
| 2     | Moldavia |
| 1     | Spagna   |